# Josh Gilbert
Josh Gilbert (Birmingham, Estados Unidos, 13 de marzo de 1987) es un bajista y cantante estadounidense. Es conocido por haber sido el bajista de la banda de metalcore As I Lay Dying y ser el actual bajista de la banda de metal moderno Spiritbox.

## Carrera musical
La carrera musical de Gilbert comenzó con su primera banda Mothra en la localidad de Birmingham. Poco tiempo después, esta banda cambió su nombre a This Endearing, nombre bajo el cual Josh envía una demostración musical a Tim Lambesis, líder de As I Lay Dying. Tras la disolución de This Endearing, Gilbert se unió a As I Lay Dying. Gilbert fue el bajista de As I Lay Dying desde 2006 hasta 2014, año en el cual Lambesis se vio involucrado en problemas legales. Antes del arresto de Lambesis, Gilbert actuó en dos de los proyectos paralelos de Lambesis, Austrian Death Machine y Pyrithion.
Después del arresto de Lambesis, los miembros restantes de la banda, guitarristas Nick Hipa y Phil Sgrosso, y el baterista Jordan Mancino formaron Wovenwar. En primera instancia Gilbert era el vocalista, aunque más tarde se descubrió que, aunque lo era, el vocalista principal era Shane Blay. Tras la reagrupación de As I Lay Dying el 2018, Josh vuelve como bajista y cantante.
Actualmente se encuentra activo en la nueva banda de exintegrantes de IWABO (I wrestled a bear once) con Courtney Laplante y Mike Stringer, Spiritbox.
Ha realizado las giras más recientes desde 2022 y han subido actualizaciones desde el estudio donde se aprecia a Josh grabando voces con Spiritbox.

## Discografía

### As I Lay Dying
Álbumes de estudio
- An Ocean Between Us (2007)
- The Powerless Rise (2010)
- Decas (álbum compilatorio, 2011)
- Awakened (2012)
- Shaped by Fire (2019)

### Spiritbox
Álbumes de estudio
- The Fear of Fear (EP, 2023)
- Tsunami Sea (2025)

### Wovenwar
Álbumes de estudio
- Wovenwar (2014)
- Honor Is Dead (2016)